# Epixanthis nigriceps
Epixanthis nigriceps är en skalbaggsart som beskrevs av Leon Fairmaire 1903. Epixanthis nigriceps ingår i släktet Epixanthis och familjen Cetoniidae. Inga underarter finns listade i Catalogue of Life.